# Kolarvik
Kolarvik är en tidigare småort i Enköpings kommun belägen vid Svinnegarnsvikens östra strand i Vallby socken och söder om Skogsbo. Från 2015 ingår området i Bredsands tätort.